# Southland (région)
Pour les articles homonymes, voir Southland.
Southland (en maori de Nouvelle-Zélande : Murihiku) est la région la plus méridionale de la Nouvelle-Zélande.

## Géographie
La région comprend la partie la plus méridionale de l'île du Sud, ainsi que l'île Stewart. Elle recouvre 28 681 km² et abrite 91 002 habitants, faisant d'elle l'une des régions les moins densément peuplées du pays. La plus grande ville est Invercargill.
Au sud-ouest de la région on trouve l'immense parc national de Fiordland.

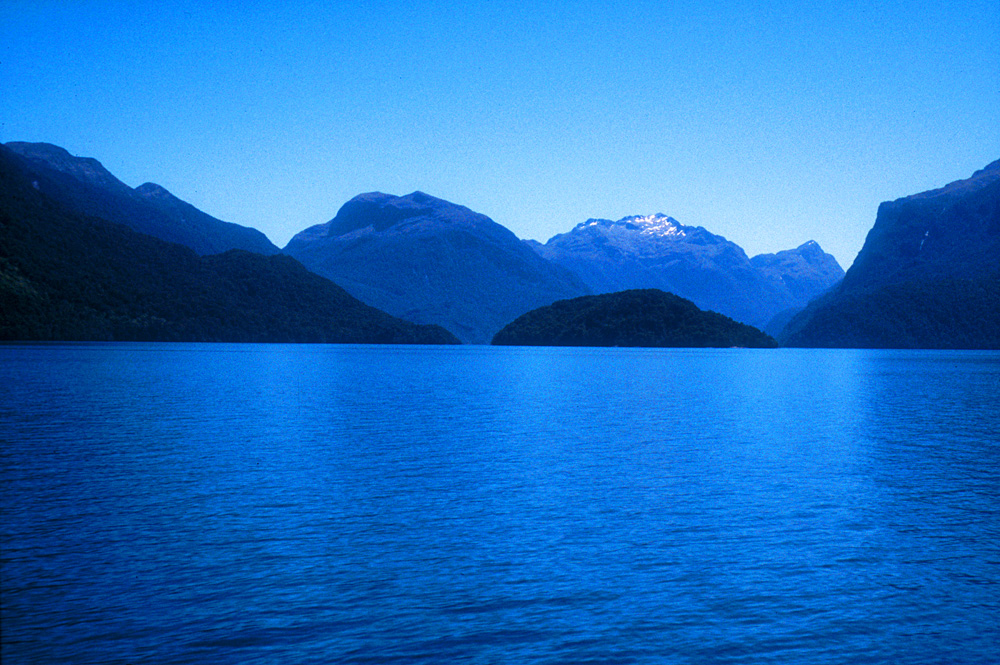
Vue du lac Te Anau.

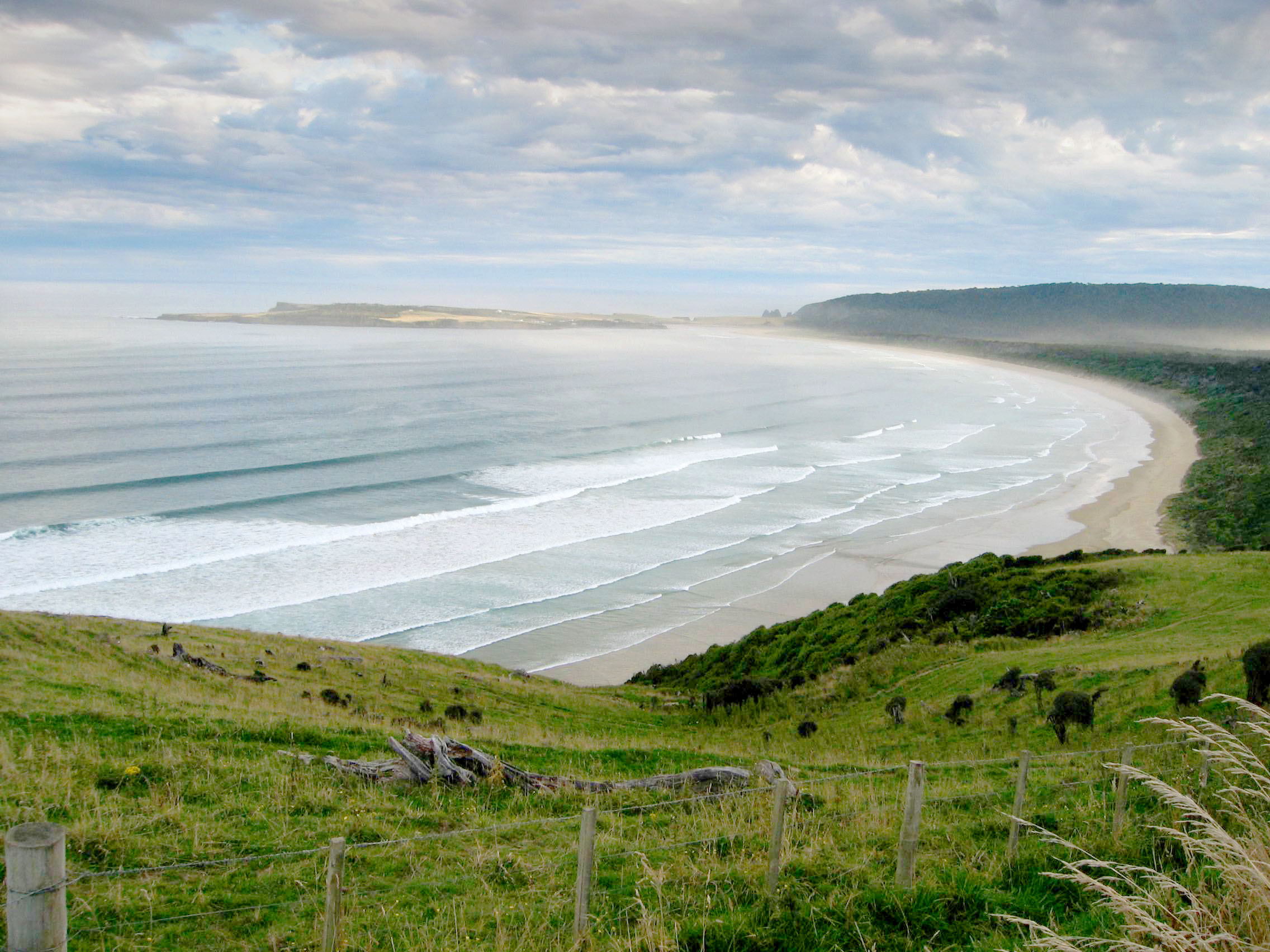
La baie de Tautuku.

Les principales activités économiques de la région sont l'agriculture et le tourisme (ce dernier particulièrement dans l'enceinte du parc national de Fiordland).

## Histoire
À l'origine partie de l'ancienne province d'Otago, l'ancienne province de Southland exista de 1861 à 1870, à la suite de quoi elle fut réintégrée à la province d'Otago à la suite de problèmes économiques. Elle devient ensuite la région qu'on connaît aujourd'hui en 1876.

## Démographie

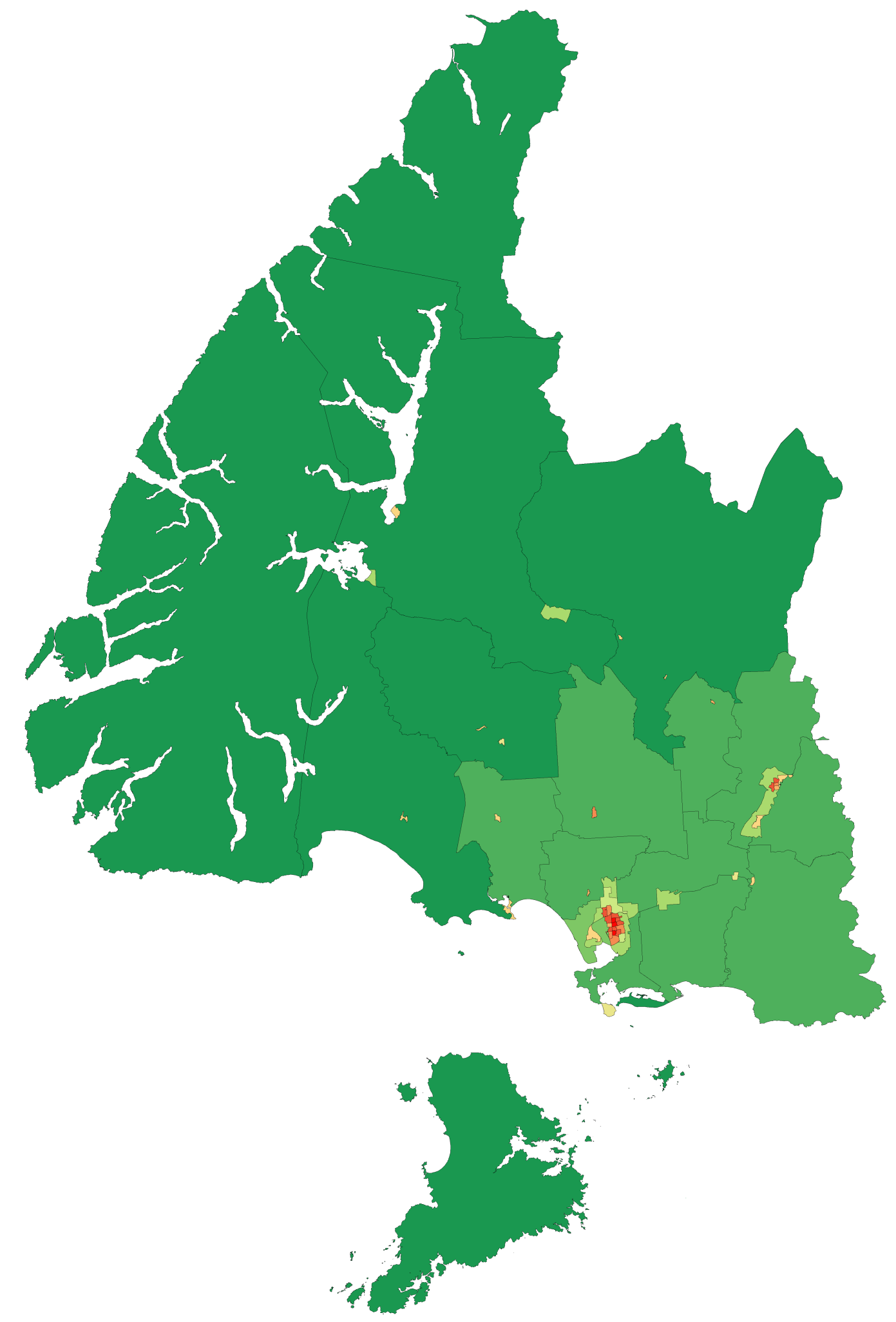
Densités de population en 2006.

| Groupes ethniques                                 | Valeurs absolues | %    |
| ------------------------------------------------- | ---------------- | ---- |
| Population                                        | 93 339           | 100  |
| Ethnicité établie                                 | 89 628           | 96,0 |
| Européens                                         | 71 613           | 76,7 |
| Métis                                             | 8 292            | 8,9  |
| Maoris                                            | 4 287            | 4,6  |
| Asiatiques                                        | 2 475            | 2,7  |
| Océaniens non Maoris                              | 876              | 0,9  |
| Moyens-Orientaux, Latinos-Américains et Africains | 270              | 0,3  |
| Autres                                            | 1 815            | 1,9  |
| Ethnicité non établie                             | 3 714            | 4,0  |

## Gouvernement
Le Southland Regional Council (Conseil régional), le Southland District Council, et le Invercargill City Council sont tous sis à Invercargill. Le district de Southland inclut les villes de Winton, Lumsden et l'île Stewart.